# ↊
Chiffre deux culbuté est un chiffre ou symbole qui est utilisé dans le système duodécimal de la Dozenal Society of Great Britain pour représenter le chiffre 10 et était proposé comme symbole de l’alphabet phonétique international au courant du XXe siècle.

## Représentations informatiques
Le chiffre deux culbuté peut être représenté avec les caractères Unicode suivants :
| formes  | représentations | chaînes de caractères | points de code | descriptions         |
| ------- | --------------- | --------------------- | -------------- | -------------------- |
| symbole | ↊               | ↊                     | U+218A         | chiffre deux culbuté |

## Sources
- (en) International Phonetic Association, The principles of the International Phonetic Association, being a description of the International Phonetic Alphabet and the manner of using it, illustrated by texts in 51 languages, Londres, University College, Department of Phonetics, 1949
- (en) Karl Pentzlin, Proposal to encode Duodecimal Digit Forms in the UCS, 30 mars 2013 (lire en ligne)
- (en) Geoffrey K. Pullum et William A. Ladusaw, Phonetic Symbol Guide, Chicago ; London, The University of Chicago Press, 1996, 320 p. (ISBN 0-226-68535-7, lire en ligne)